# Abu Ayman al-'Iraqi
ʿAdnān Laṭīf Ḥāmid al-Suweydāwī al-Dulaymī (in arabo عدنان لطيف حامد السويداوي الدليمي‎?; Governatorato di al-Anbar, 1965 – Mosul, 7 novembre 2014) è stato un militare e terrorista iracheno, Emiro dello Stato islamico di Latakia (2012-gennaio 2014) ed Emiro del Governatorato di al-Anbar (gennaio 2014 - 7 novembre 2014) Ha partecipato alla guerra in Iraq del 2003, all'Insurrezione irachena (2001--), alla battaglia di Aleppo che prosegue dal 2012 e alla guerra civile siriana.
Anche noto col nome di battaglia di Abū Ayman al-ʿIrāqī (in arabo أبو أيمن العراقي‎?, è stato un importante comandante di Da'esh e si crede sia stato anche il leader del suo Consiglio Militare, a seguito della morte di Abū ʿAbd al-Raḥmān al-Bīlāwī.

## Biografia
La nisba di al-Sweydāwī deriva dal clan dell'Āl Bū Swada della tribù dei Banu Dulaym, la più numerosa tribù del Governatorato di al-Anbar (Iraq).
Al-Suweidāwī era in precedenza un ba'thista e servì il regime di Saddam Hussein come colonnello dell'Esercito iracheno. Operò anche nell'Intelligence dell'Aeronautica militare irachena.  
Furono numerosi i comandanti militari che operarono durante il periodo di Saddam Hussein che abbracciarono il Gihadismo e che poi entrarono in Daʿesh. Tra essi si ricordano Haji Bakr, Abū Aḥmad al-ʿAlwānī, Abū ʿAbd al-Raḥmān al-Bīlāwī, Abū Muslim al-Turkmānī e Abū ʿAlī al-Anbārī.
Nel 2007, fu imprigionato per tre anni dalle forze armate statunitensi, probabilmente a Camp Bucca. In seguito al suo rilascio nel 2010, si trasferì in Siria, dove allo scoppio della Guerra civile siriana, si coordinò con i combattenti delle città di Idlib e di Aleppo, come pure con quelli delle montagne del Governatorato di Latakia, come comandante esperto di Daʿesh. L'opposizione siriana armata accusò al-ʿIrāqī della responsabilità degli omicidi si combattenti dell'ESL e di oppositori laici di Latakia. A seguito dello scoppio dei combattimenti tra i ribelli anti-Asad ai primi del 2014, al-ʿIrāqī e i suoi uomini ripiegarono nelle roccaforti dello Stato Islamico nella Siria orientale.
Malgrado il suo posto di spicco all'interno della gerarchia di Daʿesh, si sa molto poco di lui, tanto che se ne può parlare come di una "persona fantasma".
Il 7 novembre 2014, un'incursione aerea statunitense, che aveva come obiettivo un incontro al vertice di Da'esh a Mosul, uccise 20 miliziani dello Stato Islamico, incluso Abū Ayman al-ʿIrāqī. Fu quindi sostituito dal "ministro della Guerra" di Daʿesh, Abu Sulayman al-Naser, come comandante in capo dello Stato Islamico in Siria.